# Józef Błaszczyk (związkowiec)
Józef Błaszczyk (ur. 3 lutego 1945 w Rudzie) – polski polityk, działacz związkowy, poseł na Sejm III kadencji.

## Życiorys
Ukończył w 1971 Technikum Budowlane w Chorzowie. Pracował m.in. w KWK Bielszowice. Od 1983 pełnił kierownicze funkcje związkowe, w latach 1985–2002 był przewodniczącym zarządu regionu Ogólnopolskiego Porozumienia Związków Zawodowych. Zajął się prowadzeniem własnej działalności gospodarczej.
Pełnił funkcję posła na Sejm III kadencji wybranego z listy Sojuszu Lewicy Demokratycznej w okręgu katowickim. W 2001 bezskutecznie ubiegał się o reelekcję z listy SLD, w 2005 bez powodzenia kandydował do Sejmu z ramienia Socjaldemokracji Polskiej. Później został członkiem zarządu głównego Stowarzyszenia Parlamentarzystów Polskich i wiceprzewodniczącym regionu śląskiego tej organizacji. Został również członkiem zarządu Związku Polskich Spadochroniarzy VII Oddział Katowice.